# Saosin
Saosin — американская рок-группа, образованная в городе Ньюпорт-Бич, Калифорния. Группа была образована в 2003 году, в том же году записав EP «Translating The Name». После были записаны альбомы «Saosin», «In Search Of Solid Ground», «Along The Shadow», а также EP «Saosin», «Voices» и «The Grey».

## История
Энтони Грин, был автором названия «Saosin». Saosin по-китайски значит «осторожный» (小心 xiǎo xīn). Слово появилось в XV веке, и означало отцов, предостерегавших своих сыновей от брака ради денег, на девушках, к которым не имели чувств, и которые были при смерти. Грин объяснил, что за этим названием не стоит ничего сакрального, и что лучше не привязываться к чему-либо, так как в конечном счете ты это всё равно потеряешь.. На данный момент в Китае выражение xiao xin означает экстренную ситуацию. Ранее Грин использовал название Saosin в качестве названия для песни его школьной группы с диска группы Audience of One «I Remember When This All Meant Something»..
Оригинальный состав Saosin (Грин, Барчелл, Шекоски, Кеннеди) был образован летом 2003 года. 17 июня группа выпустила свой первый диск, Translating The Name (EP). Запись имела оглушительный успех: предзаказы дебютного альбома были огромными, группу обсуждали на множестве музыкальных сайтов и форумов. Всё это быстро принесло EP первое место на сайте Smartpunk.com’s в «Top 100 CD» с 62000 проданными копиями.
Сессионный барабанщик Пэт Магреф и басист Зак Кеннеди покинули группу незадолго до записи. Кеннеди ушёл по личным причинам, продолжив карьеру в искусстве. Позже его подменил Крис Суоренсон. Магреф остался только для записи EP по просьбе Барчелла. Однако группа была впечатлена навыками игры, и проще пригласил Пэта для живого исполнения композиции Lost Symphonies. Алекс Родригес ради EP покинул группу Open Hand, пообещав вернуться для записи уже их альбома. Алекс укомплектовал коллектив и в таком составе ребята отправились в турне с группами Boys Night Out и Anatomy of a Ghost сразу после выпуска Translating The Name EP.
В феврале 2004 Энтони Грин ушёл из группы ради своего проекта Circa Survive. Грин находился в депрессии из-за проблем с семьёй, а также находился в недоумении от того, что группа держит его в стороне от творческого процесса. В других же интервью Энтони объяснял свой уход в связи с тем, что он хотел сделать Saosin инди-группой, и не подписываться с крупным лейблом. После ухода Грина в группу Circa Survive Saosin изменились в плане звучания. Относится это в первую очередь к вокалу.
После 5 лет работы с вокалистом Коувом Рибером группа объявила об его уходе. В 2011 году группа активно сотрудничала с Тиллианом Пирсоном, с которым были записаны демо, и перевыпущена b-side композиция с альбома «In Search Of Solid Ground», «Exfoliator». В 2014 году был анонсирован концерт с прежним вокалистом, Энтони Грином. После была подтверждена информация о еще двух концертах.
В мае 2016 году группа выпустила альбом «Along The Shadow». К сожалению, группа выпустила последний альбом без участия Джастина Шековски, который покинул группу по личным мотивам в декабре 2015 года.

## Состав группы
- Коув Рибер — вокал (2004—2010, с 2024)
- Фил Сгроссо — соло-гитара (с 2024)
- Бо Барчелл — ритм-гитара, бэк-вокал (с 2003)
- Крис Соуренсон — бас-гитара, бэк-вокал (с 2003)
- Алекс Родригес — ударные (с 2003)

## Бывшие участники
- Зак Кеннеди — бас-гитара (2003)
- Джастин Шековски — соло-гитара, бэк-вокал (2003-2015)
- Энтони Грин — вокал, клавишные (2003—2004, 2014—2023)

## Дискография
- Translating the Name (EP) (2003)
- Saosin (EP) (2005)
- Saosin (2006)
- Voices (EP) (2007)
- Come Close (Live) (2008)
- The Grey EP (2008)
- In Search of Solid Ground (2009)
- Along The Shadow (2016)